# Philip Merivale

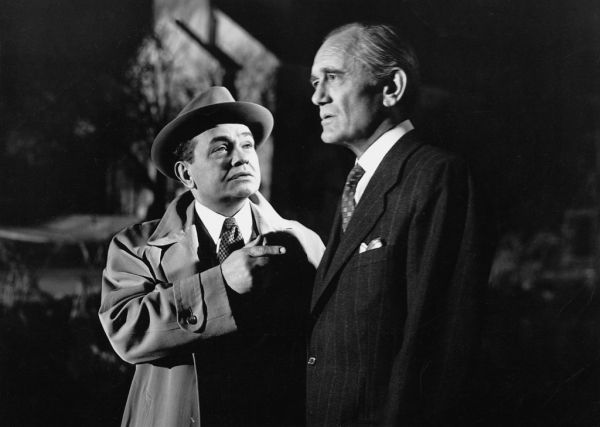
Edward G. Robinson en Philip Merivale in The Stranger (1946)

Philip Merivale (Rehutia, Manickpur, Brits-Indië, 2 november 1886 – Los Angeles, 12 maart 1946) was een Britse film- en toneelacteur en scenarioschrijver. 

## Biografie
Merivale was een gerespecteerd toneelacteur die bekendheid verkreeg tijdens het stommefilmtijdperk. Merivale verscheen in twintig films en schreef er ook een. Hij overleed op 59-jarige leeftijd aan een hartkwaal.
Hij was twee keer getrouwd: met actrice Viva Birkett (overleden in 1934) en met actrice Gladys Cooper (1937-1946). 

## Broadway-rollen
- Pygmalion (1914) - Henry Higgins
- Pollyanna (1916) - Pendleton

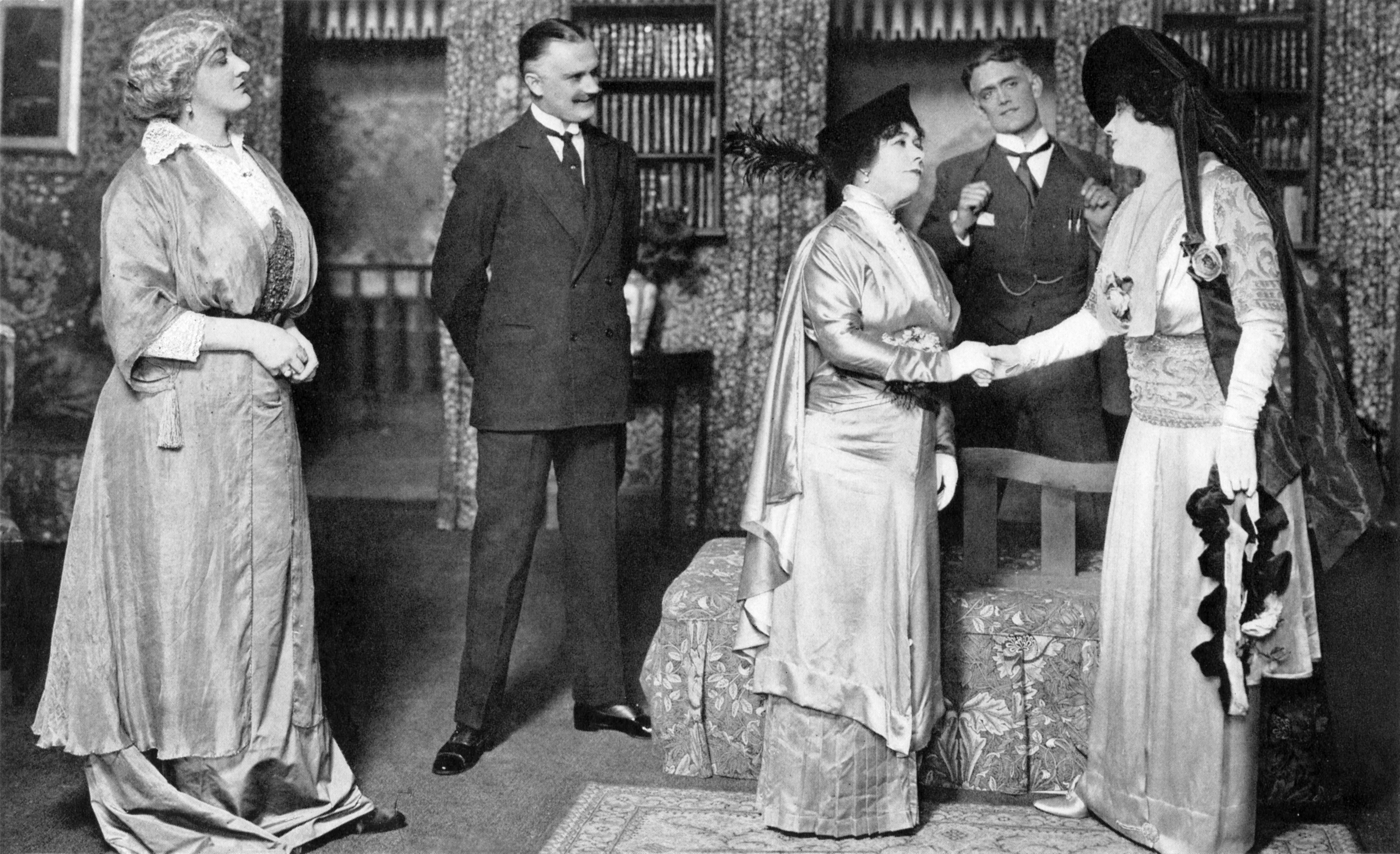
In Pygmalion speelde Merivale (tweede van rechts) Henry Higgins als tegenspeler van mevrouw Patrick Campbell (rechts) toen Shaws toneelstuk naar Broadway ging (1914)

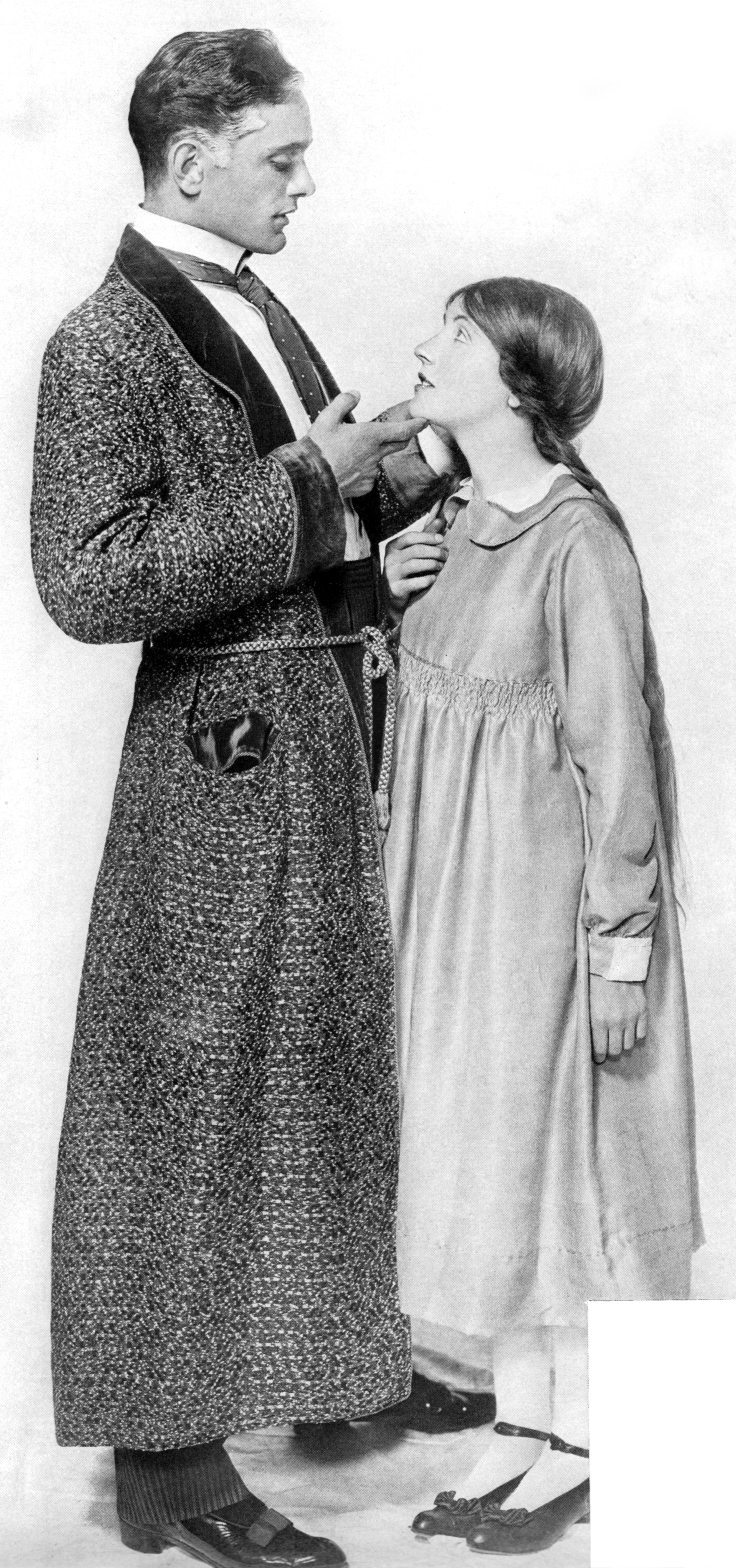
Philip Merivale en Patricia Collinge in de Broadway-productie van Pollyanna (1916)

- Mary of Scotland (1933) - James Hepburn, 4e graaf van Bothwell
- Valley Forge (1934) - George Washington

## Filmografie
- Trilby (1914) - Taffy Wynne
- Whispering Shadows (1921) - Stephen Pryde
- I Love You Wednesday (1933) - (niet genoemd)
- Give Us This Night (1936) - Marcello Bonelli
- All In (1936, Writer)
- Mr. & Mrs. Smith (1941) - Mr. Ashley Custer
- Rage in Heaven (1941) - Mr. Higgins
- Pacific Blackout (1941) - John Runnel
- Lady for a Night (1942) - Stephen Alderson
- This Above All (1942) - Dr. Roger Cathaway
- Crossroads (1942) - Commissaris
- Hangmen sterven ook! (1943) - Politieagent (niet genoemd)
- This Land Is Mine (1943) - Professor Sorel
- Lost Angel (1943) - Professor Peter Vincent
- The Hour Before the Dawn (1944) - Sir Leslie Buchanon
- Nothing But Trouble (1944) - Prins Saul
- Tonight and Every Night (1945) - Eerwaarde Gerald Lundy
- Adventure (1945) - Oude Ramon Estado
- The Stranger (1946) - Rechter Adam Longstreet
- Zuster Kenny (1946) - Dr. Brack (laatste filmrol)